# 戌井猫太郎
戌井 猫太郎（いぬい ねこたろう）は、日本の作家、漫画原案者。鹿児島県生まれ。かつてはロール名義で活動。

## 作品リスト

### 小説
- 『デンオン！～エレクトロニック少女ガール～』 - イラスト:綾辻、impress QuickBooks／2014年 ASIN B00K1E1Z68
- 『青い桜と千年きつね』- イラスト:烏羽 雨、SKYHIGH文庫／2014年12月 ISBN 978-4879191878

### 漫画
- 『創傷イモータルフラワー』- 作画:竜宮ツカサ、DeNA（マンガボックス）／2018年